# Deutsche Leichtathletik-Meisterschaften 1969/Resultate
Der Hauptteil der Wettbewerbe bei den 69. Deutschen Leichtathletik-Meisterschaften wurde vom 16. bis 18. August 1969 im Düsseldorfer Rheinstadion ausgetragen.
In der hier vorliegenden Auflistung werden die in den verschiedenen Wettbewerben jeweils ersten sechs platzierten Leichtathletinnen und Leichtathleten aufgeführt.
Eine Übersicht mit den Medaillengewinnerinnen und -gewinnern sowie einigen Anmerkungen zu den Meisterschaften findet sich unter dem Link Deutsche Leichtathletik-Meisterschaften 1969.
Wie immer gab es zahlreiche Disziplinen, die zu anderen Terminen an anderen Orten stattfanden – in den folgenden Übersichten jeweils konkret benannt.
Hier die ausführlichen Ergebnislisten der Meisterschaften 1969:

## Meisterschaftsresultate Männer

### 100 m
| Platz | Athlet, Verein                                | Zeit (s) |
| ----- | --------------------------------------------- | -------- |
| 1     | Gert Metz (USC Mainz)                         | 10,3     |
| 2     | Volker Stöckel (TSV 1860 München)             | 10,4     |
| 3     | Günther Rudolph (USC Mainz)                   | 10,4     |
| 4     | Gerhard Wucherer (TSV 1860 München)           | 10,4     |
| 5     | Manfred Knickenberg (TSV Bayer 04 Leverkusen) | 10,5     |
| 6     | Udo Strempel (Düsseldorfer SV 04)             | 10,6     |

Datum: 16. August

### 200 m
| Platz | Athlet, Verein                             | Zeit (s) |
| ----- | ------------------------------------------ | -------- |
| 1     | Jochen Eigenherr (TSV Bayer 04 Leverkusen) | 20,9     |
| 2     | Martin Jellinghaus (TSV 1860 München)      | 21,1     |
| 3     | Horst-Rüdiger Schlöske (ASV Berlin)        | 21,3     |
| 4     | Heinz Rienecker (FSV Frankfurt)            | 21,3     |
| 5     | Manfred Kühn (Post-SV Trier)               | 21,6     |
| 6     | Benno Knobloch (TSV Bayer 04 Leverkusen)   | 21,6     |

Datum: 17. August

### 400 m
| Platz | Athlet, Verein                        | Zeit (s) |
| ----- | ------------------------------------- | -------- |
| 1     | Martin Jellinghaus (TSV 1860 München) | 46,4     |
| 2     | Horst-Rüdiger Schlöske (ASV Berlin)   | 46,8     |
| 3     | Ingo Röper (USC Mainz)                | 47,1     |
| 4     | Roland Roßmeißl (1. FC Nürnberg)      | 47,3     |
| 5     | Hans Reinermann (ASV Köln)            | 47,5     |
| 6     | Fritz Schäfer (TV Haßloch)            | 47,5     |

Datum: 16. August

### 800 m
| Platz | Athlet, Verein                               | Zeit (min) |
| ----- | -------------------------------------------- | ---------- |
| 1     | Walter Adams (SV Salamander Kornwestheim)    | 1:49,3     |
| 2     | Franz-Josef Kemper (DJK SSG Teltge)          | 1:49,7     |
| 3     | Jens-Bodo Fried (OSC Berlin)                 | 1:50,0     |
| 4     | Reiner Föhrenbach (ASC Darmstadt)            | 1:50,2     |
| 5     | Lothar Hirsch (Rot-Weiß Koblenz)             | 1:50,6     |
| 6     | Franz-Josef Becker (TSV Bayer 04 Leverkusen) | 1:50,6     |

Datum: 17. August

### 1500 m
| Platz | Athlet, Verein                          | Zeit (min) |
| ----- | --------------------------------------- | ---------- |
| 1     | Bodo Tümmler (SCC Berlin)               | 3:45,5     |
| 2     | Arnd Krüger (TSV Bayer 04 Leverkusen)   | 3:45,6     |
| 3     | Karl-Heinz Schirmeier (TV Lahr)         | 3:46,1     |
| 4     | Ingo Sensburg (Neuköllner Sportfreunde) | 3:46,1     |
| 5     | Frank Thomé (ASV Köln)                  | 3:47,4     |
| 6     | Eberhard Brugger (Stuttgarter Kickers)  | 3:47,4     |

Datum: 16. August

### 5000 m
| Platz | Athlet, Verein                       | Zeit (min) |
| ----- | ------------------------------------ | ---------- |
| 1     | Harald Norpoth (DJK SSG Telgte)      | 14:18,2    |
| 2     | Werner Girke (VfL Wolfsburg)         | 14:18,6    |
| 3     | Wolfgang Falke (TV Wattenscheid 01)  | 14:20,2    |
| 4     | Gerhard Fontana (Dürkheimer HC)      | 14:21,0    |
| 5     | Ulrich Brugger (Stuttgarter Kickers) | 14:21,4    |
| 6     | Klaus Addicks (SCC Berlin)           | 14:25,4    |

Datum: 17. August

### 10.000 m
| Platz | Athlet, Verein                                 | Zeit (min) |
| ----- | ---------------------------------------------- | ---------- |
| 1     | Joachim Ließ (SV Polizei Hamburg)              | 29:10,2    |
| 2     | Lutz Philipp (ASC Darmstadt)                   | 29:14,8    |
| 3     | Jens Wollenberg (TSV 1860 München)             | 29:35,6    |
| 4     | Klaus Addicks (SCC Berlin)                     | 29:47,0    |
| 5     | Ernst Vogelsang (TV Wattenscheid 01)           | 29:54,4    |
| 6     | Hans-Werner Wogatzky (TSV Bayer 04 Leverkusen) | 30:09,4    |

Datum: 16. August
Das Rennen fand bei strömendem Regen auf einer entsprechend mit Wasserlachen übersäten Laufbahn statt. Unter diesem Gesichtspunkt sind die erzielten Leistungen deutlich höher einzuschätzen als es die reinen Zahlen ausdrücken.

### Marathon
| Platz | Athlet, Verein                                | Zeit (h)  |
| ----- | --------------------------------------------- | --------- |
| 1     | Hubert Riesner (SCC Berlin)                   | 2:24:26,8 |
| 2     | Hans Hellbach (ASC Darmstadt)                 | 2:27:04,6 |
| 3     | Manfred Steffny (LG Olympia Wuppertal)        | 2:28:49,0 |
| 4     | Georg Pyttel (VfL Duderstadt)                 | 2:29:01,4 |
| 5     | Günter Thienemann (TSR Olympia Wilhelmshaven) | 2:29:15,8 |
| 6     | Ewald Lork (Borussia Düsseldorf)              | 2:30:25,2 |

Datum: 26. Juli
fand in Wilhelmshaven statt

### Marathon, Mannschaftswertung
| Platz | Verein, Besetzung                                                           | Zeit (h) |
| ----- | --------------------------------------------------------------------------- | -------- |
| 1     | SCC Berlin (Hubert Riesner, Kurt Petereit, Helmut Scheel)                   | 7:48:19  |
| 2     | ASC Darmstadt (Hans Hellbach, Helmut Reitz, Alfred Losen)                   | 7:59:52  |
| 3     | Preussen Krefeld (Hans Krüers, Martin Rutsch, Hermann Tonnemann)            | 8:04:47  |
| 4     | TSR Olympia Wilhelmshaven (Günter Thienemann, Artur Renner, Lüder Lüers)    | 8:06:52  |
| 5     | ASV Berlin (Jürgen Telschig, Heinz Uth, Bodo Hopp)                          | 8:10:27  |
| 6     | VfL Eintracht Hagen (Lothar Reinshagen, Wolfram Westerhoff, Clement Aumann) | 8:27:13  |

Datum: 26. Juli
fand in Wilhelmshaven statt

### 110 m Hürden
| Platz | Athlet, Verein                           | Zeit (s) |
| ----- | ---------------------------------------- | -------- |
| 1     | Günther Nickel (TSV Bayer 04 Leverkusen) | 14,0     |
| 2     | Werner Trzmiel (ASC Darmstadt)           | 14,1     |
| 3     | Eckart Berkes (USC Mainz)                | 14,4     |
| 4     | Rainer Schwethelm (LG Wiesbaden)         | 14,5     |
| 5     | Jan Weimar (TSV 1860 München)            | 14,5     |
| 6     | Wolfgang Linkmann (USC Mainz)            | 14,7     |

Datum: 16. August

### 400 m Hürden
| Platz | Athlet, Verein                      | Zeit (s) |
| ----- | ----------------------------------- | -------- |
| 1     | Rainer Schubert (TSV 1860 München)  | 50,4     |
| 2     | Gerhard Hennige (ASC Darmstadt)     | 50,4     |
| 3     | Gerd Loßdörfer (USC Heidelberg)     | 51,1     |
| 4     | Manfred Klaußner (BSC 99 Offenbach) | 51,5     |
| 5     | Volkhardt Müller (ASC Darmstadt)    | 51,5     |
| 6     | Rainer Graf (ACT Kassel)            | 51,6     |

Datum: 17. August

### 3000 m Hindernis
| Platz | Athlet, Verein                              | Zeit (min) |
| ----- | ------------------------------------------- | ---------- |
| 1     | Willi Wagner (TV Bad Dürkheim)              | 8:43,6     |
| 2     | Rolf Burscheid (VfL Wolfsburg)              | 8:44,8     |
| 3     | Karl-Heinz Betz (Regensburger Turnerschaft) | 8:48,8     |
| 4     | Willi Maier (TSV Genkingen)                 | 8:50,2     |
| 5     | Frank Sonntag (Hamburger SV)                | 8:53,0     |
| 6     | Hans-Dieter Schulten (TV Wattenscheid 01)   | 8:57,2     |

Datum: 17. August

### 4 × 100 m Staffel
| Platz | Verein, Besetzung                                                                              | Zeit (s) |
| ----- | ---------------------------------------------------------------------------------------------- | -------- |
| 1     | USC Mainz (Manfred Letzelter, Gert Metz, Bernd Roos, Günther Rudolph)                          | 40,3     |
| 2     | TSV Bayer 04 Leverkusen (Manfred Knickenberg, Benno Knobloch, Manfred Ommer, Jochen Eigenherr) | 40,3     |
| 3     | TSV 1860 München (Werner Fendt, Gerhard Wucherer, Volker Stöckel, Armin Rosch)                 | 40,4     |
| 4     | ASV Köln (Ewig, Manfred Herwig, Dietmar Laufenberg, Hans Reinermann)                           | 41,4     |
| 5     | SV Polizei Hamburg (Jobst Hirscht, Gernot Hirscht, Peters, Reinhard Borchert)                  | 41,4     |
| 6     | 1. FC Kaiserslautern (Horst Schiebe, Helge Schrom, Wolfgang Ziegler, Mainka)                   | 41,7     |

Datum: 17. August

### 4 × 400 m Staffel
| Platz | Verein, Besetzung                                                                        | Zeit (min) |
| ----- | ---------------------------------------------------------------------------------------- | ---------- |
| 1     | ASC Darmstadt (Dirk von Maltitz, Volkhard Müller, Reiner Föhrenbach, Gerhard Hennige)    | 3:09,8     |
| 2     | Kehler FV (Richard Groß, Arndt, Georg Nückles, Peter Trautwein)                          | 3:12,6     |
| 3     | Hammer SpVg (Schnieders, M. Grabitz, Reibert, W. Grabitz)                                | 3:13,4     |
| 4     | DJK Andernach (Günter Kruse, Bernhard Schatz, Rainer Fritzen, Lothar Weiske)             | 3:14,4     |
| 5     | Rot-Weiß Koblenz (Peter Brühl, Lothar Hirsch, Heinz Hofmann, Jansen)                     | 3:15,2     |
| 6     | VfL Sindelfingen (Wilfried Renner, Jochen Raisch, Kurt Schittenhelm, Wolfgang Fischeder) | 3:15,2     |

Datum: 17. August

### 3 × 1000 m Staffel
| Platz | Verein, Besetzung                                                           | Zeit (min) |
| ----- | --------------------------------------------------------------------------- | ---------- |
| 1     | TSV Bayer 04 Leverkusen (Franz-Josef Becker, Gerhard Machunze, Arnd Krüger) | 7:11,6     |
| 2     | USC Mainz (Kurt Weisert, Günther Stucky, Werner Gosewinkel)                 | 7:14,0     |
| 3     | DJK SSG Teltge (Franz-Josef Kemper, Harald Norpoth, Manfred Arntz)          | 7:16,6     |
| 4     | Hamburger SV II (Bernhard Danger, Bernd Epler, Helmut Wengler)              | 7:17,2     |
| 5     | ASC Darmstadt (Werner Schumann, Reiner Föhrenbach, Raimund Kastner)         | 7:17,6     |
| 6     | SV Salamander Kornwestheim (Günter Mayer, Manfred Henne, Walter Adams)      | 7:27,0     |

Datum: 3. August
fand in Hannover statt

### 20-km-Gehen
| Platz | Athlet, Verein                       | Zeit (h)  |
| ----- | ------------------------------------ | --------- |
| 1     | Julius Müller (Delmenhorster TV)     | 1:38:05,2 |
| 2     | Gerd Schuth (Hannover 96)            | 1:38:49,4 |
| 3     | Heinz Mayr (TSV Salzgitter)          | 1:40:01,2 |
| 4     | Gerhard Weidner (TSV Salzgitter)     | 1:40:32,2 |
| 5     | Karl-Heinz Pape (TSV Salzgitter)     | 1:41:12,2 |
| 6     | Wilfried Wesch (Eintracht Frankfurt) | 1:41:38,4 |

Datum: 15. August

### 20-km-Gehen, Mannschaftswertung
| Platz | Verein, Besetzung                                                      | Zeit (h)  |
| ----- | ---------------------------------------------------------------------- | --------- |
| 1     | TSV Salzgitter (Heinz Mayr, Gerhard Weidner, Karl-Heinz Pape)          | 5:01:45,6 |
| 2     | Hannover 96 (Gerd Schuth, Hannes Koch, Hans-Jürgen Paul)               | 5:05:13,6 |
| 3     | 1. FC Nürnberg (Kurt Vorbrugg, Karl-Heinz Adam, Gerhard Schuster)      | 5:10:29,0 |
| 4     | SCC Berlin (Volker von Schmude, Helmut Lewandowski, Dietrich Langbein) | 5:23:51,0 |
| 5     | Post-SV Tübingen (Siegfried Wegiel, Alfred Daske, Manfred Schäfer)     | 5:23:51,6 |
| 6     | SV Friedrichsgabe (Hermann Hausmann, Wilfried Zahel, Uwe Ermisch)      | 5:25:37,0 |

Datum: 15. August

### 50 km Gehen
| Platz | Athlet, Verein                           | Zeit (h)  |
| ----- | ---------------------------------------- | --------- |
| 1     | Bernhard Nermerich (Eintracht Frankfurt) | 4:07:27,2 |
| 2     | Gerhard Weidner (TSV Salzgitter)         | 4:22:54,6 |
| 3     | Uwe Gatermann (Hamburger SV)             | 4:33:16,2 |
| 4     | Karl-Heinz Pape (TSV Salzgitter)         | 4:35:34,8 |
| 5     | Jörg Voswinckel (SCC Berlin)             | 4:36:30,0 |
| 6     | Gerd Schuth (Hannover 96)                | 4:40:21,2 |

Datum: 20. Juli
fand in Eschborn statt

### 50 km Gehen, Mannschaftswertung
| Platz | Verein, Besetzung                                                              | Zeit (h)   |
| ----- | ------------------------------------------------------------------------------ | ---------- |
| 1     | Eintracht Frankfurt (Peter Schuster, Bernhard Nermerich, Horst-Rüdiger Magnor) | 13:54:10,2 |
| 2     | Hannover 96 (Gerd Schuth, Jannsen, Hannes Koch)                                | 14:17:38,6 |
| 3     | SCC Berlin (Jörg Voswinckel, Volker von Schmude, Helmut Lewandowski)           | 14:27:33,2 |
| 4     | 1. FC Nürnberg (Kurt Vorbrugg, Karl-Heinz Adam, Gerhard Schuster)              | 15:17:53,0 |
| 5     | Post-SV Tübingen (Alfred Daske, Manfred Schäfer, Siegfried Wegiel)             | 15:38:50,4 |
| 6     | Post-SV Mainz (Alwin Reng, Lothar Nitzsche, Goedecke)                          | 14:46:56,4 |

Datum: 20. Juli
fand in Eschborn statt

### Hochsprung
| Platz | Athlet, Verein                               | Höhe (m) |
| ----- | -------------------------------------------- | -------- |
| 1     | Ingomar Sieghart (TSV 1860 München)          | 2,15     |
| 2     | Hermann Magerl (TSG Regensburg-Süd)          | 2,12     |
| 3     | Gunther Spielvogel (TSV Bayer 04 Leverkusen) | 2,09     |
| 4     | Wolfgang Schillkowski (TS Großburgwedel)     | 2,06     |
| 5     | Michael Wildförster (TSV 1860 München)       | 2,06     |
| 6     | Peter Frost (LAZ Südheide)                   | 2,03     |

Datum: 17. August

### Stabhochsprung
| Platz | Athlet, Verein                              | Höhe (m) |
| ----- | ------------------------------------------- | -------- |
| 1     | Heinfried Engel (USC Mainz)                 | 5,00     |
| 2     | Claus Schiprowski (TSV Bayer 04 Leverkusen) | 5,00     |
| 3     | Frank Kornatz (LBV Phönix Lübeck)           | 4,90     |
| 4     | Wolfgang Reinhardt (ASV Köln)               | 4,80     |
| 5     | Reiner Liese (ASC Darmstadt)                | 4,80     |
| 6     | Gerald Mioska (ASC Darmstadt)               | 4,60     |

Datum: 16. August

### Weitsprung
| Platz | Athlet, Verein                           | Weite (m) |
| ----- | ---------------------------------------- | --------- |
| 1     | Reinhold Boschertl (Stuttgarter Kickers) | 7,73      |
| 2     | Walter Hof (PSV Eutin)                   | 7,62      |
| 3     | Bernd Roos (USC Mainz)                   | 7,60      |
| 4     | Hermann Latzel (ASV Köln)                | 7,57      |
| 5     | Helmut Klöck (TSV Bayer 04 Leverkusen)   | 7,55      |
| 6     | Hans Schicker (ATSV Tirschenreuth)       | 7,53      |

Datum: 16. August

### Dreisprung
| Platz | Athlet, Verein                     | Weite (m) |
| ----- | ---------------------------------- | --------- |
| 1     | Michael Sauer (USC Mainz)          | 15,89     |
| 2     | Harald Strutz (USC Mainz)          | 15,38     |
| 3     | Heinz Lacher (SV Polizei Hamburg)  | 15,35     |
| 4     | Günter Krivec (Bayer 05 Uerdingen) | 15,24     |
| 5     | Rolf Liebs (MTV Dinslaken)         | 15,23     |
| 6     | Wolfgang Träger (TV Gelnhausen)    | 15,17     |

Datum: 17. August

### Kugelstoßen
| Platz | Athlet, Verein                             | Weite (m) |
| ----- | ------------------------------------------ | --------- |
| 1     | Heinfried Birlenbach (Sportfreunde Siegen) | 19,32     |
| 2     | Traugott Glöckler (USC Heidelberg)         | 19,21     |
| 3     | Rolf Engels (TG Mülheim)                   | 18,57     |
| 4     | Ferdinand Schladen (Eintracht Bonn)        | 18,07     |
| 5     | Josef Klik (KSV Hessen Kassel)             | 17,44     |
| 6     | Harro Schoon (DSC Oldenburg)               | 16,75     |

Datum: 17. August

### Diskuswurf
| Platz | Athlet, Verein                             | Weite (m) |
| ----- | ------------------------------------------ | --------- |
| 1     | Hein-Direck Neu (USC Mainz)                | 59,62     |
| 2     | Klaus-Peter Hennig (Preußen Münster)       | 57,46     |
| 3     | Ferdinand Schladen (Eintracht Bonn)        | 55,08     |
| 4     | Dirk Wippermann (ATV Düsseldorf)           | 54,46     |
| 5     | Dieter Gruse (ATV Düsseldorf)              | 53,76     |
| 6     | Walter Gerber (SV Salamander Kornwestheim) | 52,68     |

Datum: 16. August

### Hammerwurf
| Platz | Athlet, Verein                        | Weite (m) |
| ----- | ------------------------------------- | --------- |
| 1     | Uwe Beyer (KSV Holstein Kiel)         | 69,98     |
| 2     | Hans Fahsl (TSV Bayer 04 Leverkusen)  | 69,34     |
| 3     | Lutz Caspers (Rot-Weiß Oberhausen)    | 66,72     |
| 4     | Franz-Josef Woltering (VfL Wolfsburg) | 66,34     |
| 5     | Jörn Schmidt (SV Polizei Hamburg)     | 63,90     |
| 6     | Lothar Matuschewski (SCC Berlin)      | 63,14     |

Datum: 16. August

### Speerwurf
| Platz | Athlet, Verein                         | Weite (m) |
| ----- | -------------------------------------- | --------- |
| 1     | Klaus Wolfermann (SV Gendorf)          | 83,60     |
| 2     | Hermann Salomon (USC Mainz)            | 77,68     |
| 3     | Horst Timmer (TSV Bayer 04 Leverkusen) | 75,14     |
| 4     | Bernd Kotkowiak (SCC Berlin)           | 74,92     |
| 5     | Peter Mörbel (USC Mainz)               | 73,72     |
| 6     | Karl John (SV Saar 05 Saarbrücken)     | 71,80     |

Datum: 17. August

### Fünfkampf,1965er Wertung
| Platz | Athlet, Verein                               | P – offiz. Wert. | P – 85er Wert. |
| ----- | -------------------------------------------- | ---------------- | -------------- |
| 1     | Wolfgang Tilly (Essener SV 1899)             | 3524             | 3656           |
| 2     | Klaus Beuschel (Polizei SV Berlin)           | 3471             | 3615           |
| 3     | Gerhard Fichter (SV Salamander Kornwestheim) | 3453             | 3561           |
| 4     | Wolfgang Kardetzky (Polizei SV Berlin)       | 3411             | 3529           |
| 5     | Eckard Kaspar (Polizei SV Berlin)            | 3382             | 3496           |
| 6     | Jochen Schneider (Polizei SV Essen)          | 3367             | 3484           |

Datum: 2. August
fand in Hannover statt
Disziplinen des Fünfkampfs: Weitsprung, Speerwurf, 200-m-Lauf, Diskuswurf, 1500-m-Lauf

### Fünfkampf,1965er Wertung– Mannschaftswertung
| Platz | Verein, Besetzung                                                     | Leistung (Pkte) |
| ----- | --------------------------------------------------------------------- | --------------- |
| 1     | Polizei SV Berlin (Klaus Beuschel, Wolfgang Kardetzky, Eckard Kaspar) | 10.264          |
| 2     | Essener SV 1899 (Wolfgang Tilly, Rainer Wessiepe, Hillig)             | 10.091          |
| 3     | USC Mainz (Wolfgang Bergmann, Uwe Sievers, Rolf Geese)                | 09.665          |
| 4     | KSV Holstein Kiel (Vogt, Hausmann, Tense)                             | 09.540          |
| 5     | SV Schwalbe Hanau (Assmann, Brunnes, Wirth)                           | 09.099          |
| 6     | OSC Berlin (Schröder, Glatzel, Scharf)                                | 08.981          |

Datum: 2. August
fand in Hannover statt

### Zehnkampf,1965er Wertung
| Platz | Athlet, Verein                     | P – offiz. Wert. | P – 85er Wert. |
| ----- | ---------------------------------- | ---------------- | -------------- |
| 1     | Hans-Joachim Walde (USC Mainz)     | 7956             | 7822           |
| 2     | Horst Beyer (USC Mainz)            | 7900             | 7756           |
| 3     | Werner von Moltke (USC Mainz)      | 7805             | 7678           |
| 4     | Wolfgang Linkmann (USC Mainz)      | 7711             | 7550           |
| 5     | Helmut Grolman (TG 1846 Göttingen) | 7360             | 7181           |
| 6     | Manfred Bock (Hamburger SV)        | 7236             | 7110           |

Datum: 2./3. August
fand in Hannover statt

### Zehnkampf,1965er Wertung– Mannschaftswertung
| Platz | Verein, Besetzung                                              | Zeit (h) |
| ----- | -------------------------------------------------------------- | -------- |
| 1     | USC Mainz (Hans-Joachim Walde, Horst Beyer, Werner von Moltke) | 23.661   |
| 2     | SCC Berlin (Jürgen Poelke, Falk Fabich, Jörg Schiebel)         | 20.312   |
| 3     | Hamburger SV (Manfred Bock, Manfred Pflugbeil, Donath)         | 20.151   |
| 4     | TG 1846 Göttingen (Helmut Grolman, Jochen Funke, Harro Timm)   | 19.356   |
| 5     | LG Stade (Harald Thiesse, Helmut Fett, Klaus Brokelmann)       | 19.252   |
| 6     | TuS 04 Leverkusen (Cremers, Plücker, Tofaute)                  | 18.524   |

Datum: 2./3. August
fand in Hannover statt

### WaldlaufMittelstrecke –3,0km
| Platz | Athlet, Verein                            | Zeit (min) |
| ----- | ----------------------------------------- | ---------- |
| 1     | Jürgen May (SV Schwalbe Hanau)            | 8:11,8     |
| 2     | Wolfgang Falke (TV Wattenscheid 01)       | 8:20,8     |
| 3     | Jürgen Schmidt (Hamburger SV)             | 8:24,4     |
| 4     | Hans-Dieter Schulten (TV Wattenscheid 01) | 8:26,2     |
| 5     | Heinz Mörtl (SpVgg Weiden)                | 8:27,2     |
| 6     | Helmut Schu (LC Rehlingen)                | 8:29,6     |

Datum: 26. April
fand in Plattling statt

### WaldlaufMittelstrecke, Mannschaftswertung
| Platz | Verein, Besetzung                                                              | (Pkte)               |
| ----- | ------------------------------------------------------------------------------ | -------------------- |
| 1     | VfL Wolfsburg (Rolf Burscheid, Werner Girke, Alfons Ida)                       | 34 (Plätze 07/8/19)  |
| 2     | TV Wattenscheid 01 (Wolfgang Falke, Hans-Dieter Schulten, Ernst Vogelsang)     | 38 (Plätze 02/4/32)  |
| 3     | TSV Bayer 04 Leverkusen (Ronald Braun, Hans-Werner Wogatzky, Gerhard Machunze) | 44 (Plätze 10/12/22) |
| 4     | Hamburger SV (Jürgen Schmidt, Erk Maasch, Udo-Jürgen Hennig)                   | 48 (Plätze 03/15/30) |
| 5     | LC Rehlingen (Helmut Schu, Reinhard Leibold, Siegmar Trampert)                 | 76 (Plätze 06/11/59) |
| 6     | Stuttgarter Kickers (Ulrich Brugger, Eberhard Brugger, Karl Heinz Knauer)      | 89 (Plätze 18/31/40) |

Datum: 26. April
fand in Plattling statt

### WaldlaufLangstrecke –10,0km
| Platz | Athlet, Verein                    | Zeit (min) |
| ----- | --------------------------------- | ---------- |
| 1     | Lutz Philipp (ASC Darmstadt)      | 30:28,8    |
| 2     | Harald Norpoth (DJK SSG Telgte)   | 30:39,2    |
| 3     | Joachim Ließ (SV Polizei Hamburg) | 30:41,8    |
| 4     | Hans Hellbach (ASC Darmstadt)     | 30:53,6    |
| 5     | Hans Schweizer (VfL Waiblingen)   | 31:11,4    |
| 6     | Manfred Arntz (DJK SSG Telgte)    | 31:27,0    |

Datum: 26. April
fand in Plattling statt

### WaldlaufLangstrecke, Mannschaftswertung
| Platz | Verein, Besetzung                                                  | (Pkte)               |
| ----- | ------------------------------------------------------------------ | -------------------- |
| 1     | ASC Darmstadt (Lutz Philipp, Hans Hellbach, Helmut Jesberg)        | 13 (Plätze 01/4/8)   |
| 2     | DJK SSG Telgte (Harald Norpoth, Manfred Arntz, Heinz-Gerd Mölders) | 17 (Plätze 02/6/9)   |
| 3     | SV Polizei Hamburg (Joachim Ließ, Günter Bretag, E. Müller)        | 34 (Plätze 03/11/20) |
| 4     | VfL Waiblingen (Hans Schweizer, Fritz Hauser, Helmut Kallenberger) | 55 (Plätze 05/15/35) |
| 5     | SCC Berlin (Klaus Addicks, Wolfgang Schmidt, Kurt Petereit)        | 61 (Plätze 13/14/34) |
| 6     | LBV Phönix Lübeck (Udo Philipp, Feddern, Holz)                     | 77 (Plätze 24/25/28) |

Datum: 26. April
fand in Plattling statt

## Meisterschaftsresultate Frauen

### 100 m
| Platz | Athletin, Verein                     | Zeit (s) |
| ----- | ------------------------------------ | -------- |
| 1     | Bärbel Hähnle (VfR Achern)           | 11,5     |
| 2     | Elfgard Weismann (SV Holzgerlingen)  | 11,7     |
| 3     | Rita Jahn (Alemannia Aachen)         | 11,7     |
| 4     | Annegret Kroniger (TuS Querenburg)   | 11,8     |
| 5     | Ingrid Becker (LG Geseke)            | 11,9     |
| 6     | Sybille Herrmann (Recklinghäuser LC) | 11,9     |

Datum: 16. August

### 200 m
| Platz | Athletin, Verein                                      | Zeit (s) |
| ----- | ----------------------------------------------------- | -------- |
| 1     | Rita Jahn (Alemannia Aachen)                          | 23,3     |
| 2     | Elfgard Weismann (SV Holzgerlingen)                   | 23,8     |
| 3     | Kirsten Roggenkamp (TSV Siemensstadt Berlin)          | 24,0     |
| 4     | Marianne Bollig, geb. Krupp (ASV Köln)                | 24,2     |
| 5     | Maria Huber, geb. Hohenbühler (TSV Schwaben Augsburg) | 23,      |
| 6     | Elisabeth Kamphues (TuS 04 Leverkusen)                | 24,5     |

Datum: 17. August

### 400 m
| Platz | Athletin, Verein                                       | Zeit (s) |
| ----- | ------------------------------------------------------ | -------- |
| 1     | Christel Frese (ASV Köln)                              | 54,3     |
| 2     | Christa Czekay, geb. Elsler (Vater Jahn Peine)         | 54,5     |
| 3     | Antje Gleichfeld, geb. Braasch (LG Alstertal-Garstedt) | 55,4     |
| 4     | Inge Eckhoff (LG Niendorf)                             | 55,4     |
| 5     | Birgit Hefti (LG Niendorf)                             | 56,0     |
| 6     | Margarete Buscher (Preußen Münster)                    | 56,9     |

Datum: 16. August

### 800 m
| Platz | Athletin, Verein                                 | Zeit (min) |
| ----- | ------------------------------------------------ | ---------- |
| 1     | Anita Rottmüller, geb. Wörner (Post-SG Mannheim) | 2:08,4     |
| 2     | Marita Kloth (LBV Phönix Lübeck)                 | 2:09,7     |
| 3     | Hannelore Lehmpfuhl (TSV Tempelhof-Mariendorf)   | 2:11,5     |
| 4     | Hildegard Janze (Hannover 96)                    | 2:15,6     |
| 5     | Ursula Neumann (ASC Darmstadt)                   | 2:15,9     |
| 6     | Marianne Eulenpesch (OSC Waldniel)               | 2:17,6     |

Datum: 17. August

### 1500 m
| Platz | Athletin, Verein                                 | Zeit (min) |
| ----- | ------------------------------------------------ | ---------- |
| 1     | Gerda Klöpfer (TV Erkheim)                       | 4:22,9     |
| 2     | Maria Strickling, geb. Inderfurth (OSC Waldniel) | 4:24,4     |
| 3     | Christa Merten, geb. Basche (ASV Köln)           | 4:26,1     |
| 4     | Jutta von Haase (TSV Zehlendorf 88)              | 4:33,0     |
| 5     | Christa Kofferschläger (LG Olympia Wuppertal)    | 4:34,1     |
| 6     | Christel Rosenthal (Düsseldorfer SV 04)          | 4:38,2     |

Datum: 16. August

### 100 m Hürden
| Platz | Athletin, Verein                                         | Zeit (s) |
| ----- | -------------------------------------------------------- | -------- |
| 1     | Heide Rosendahl (TuS 04 Leverkusen)                      | 13,8     |
| 2     | Margit Bach (OSC Höchst)                                 | 13,9     |
| 3     | Brigitte Voß (Hamburger SV)                              | 14,3     |
| 4     | Gudrun Gülck (Hamburger SV)                              | 14,5     |
| 5     | Karin Schallau, geb. Kramer (SuS Schalke 96)             | 14,6     |
| 6     | Heide-Lore Bretz, geb. Schüler (Germania Dillingen/Saar) | 14,6     |

Datum: 17. August

### 4 × 100 m Staffel
| Platz | Verein, Besetzung                                                                                   | Zeit (s) |
| ----- | --------------------------------------------------------------------------------------------------- | -------- |
| 1     | TuS 04 Leverkusen (Elisabeth Kamphues, Ursula Farthmann, Ursula Schruff, Heide Rosendahl)           | 46,3     |
| 2     | Vater Jahn Peine (Gudrun Pohl, Christa Czekay, geb. Elsler, Bärbel Alisch, Bärbel Kremser)          | 46,6     |
| 3     | OSC Berlin (Gabriele Großekettler, Jutta Stöck, Marlies Fünfstück, Hannelore Trabert, geb. Swienty) | 46,9     |
| 4     | ASV Köln (Ulrike Löchter, Karin Gotschling, Elke Stemper, Marianne Bollig, geb. Krupp)              | 47,1     |
| 5     | Berliner SC (G. Balke, Sabine Borchert, Christel Machnitzky, Doris Schönherr)                       | 47,2     |
| 6     | TSV 1860 München (Elke Hindemit, Karen Mack, Eva Weimar, Rita Herbig)                               | 48,0     |

Datum: 17. August

### 3 × 800 m Staffel
| Platz | Verein, Besetzung                                                                        | Zeit (min) |
| ----- | ---------------------------------------------------------------------------------------- | ---------- |
| 1     | Post-SG Mannheim (Sigrid Rosenberger, Rosemarie Fuhrmann, Anita Rottmüller, geb. Wörner) | 6:41,4     |
| 2     | ASV Köln (Gertrud Theißen, Christel Frese, Christa Merten, geb. Basche)                  | 6:41,4     |
| 3     | LG Niendorf/Lurup Hamburg (Seligmann, Birgit Hefti, Inge Eckhoff)                        | 6:51,6     |
| 4     | OSC Waldniel (Marianne Eulenpesch, Hedwig Bongartz, Maria Strickling, geb. Inderfurth)   | 7:52,8     |
| 5     | LG Olympia Wuppertal (Gisela Jurek, Christa Kofferschläger, Manuela Preuß)               | 6:58,2     |
| 6     | LG Alstertal-Garstedt (Garstedt, Pruns, Antje Gleichfeld, geb. Braasch)                  | 7:02,4     |

Datum: 3. August
fand in Hannover statt

### Hochsprung
| Platz | Athletin, Verein                | Höhe (m) |
| ----- | ------------------------------- | -------- |
| 1     | Renate Gärtner (SG Schlüchtern) | 1,69     |
| 2     | Bärbel Sprywald (VfL Bochum)    | 1,66     |
| 3     | Brunhilde Holland (TV Amberg)   | 1,66     |
| 4     | Helga Krieß (USC Mainz)         | 1,66     |
| 5     | Ulrike Jacob (1. FC 01 Bamberg) | 1,66     |
| 6     | Ursula Voß (Hamburger SV)       | 1,63     |

Datum: 16. August

### Weitsprung
| Platz | Athletin, Verein                               | Weite (m) |
| ----- | ---------------------------------------------- | --------- |
| 1     | Heide Rosendahl (TuS 04 Leverkusen)            | 6,48      |
| 2     | Ingrid Mickler-BeckerIngrid Becker (LG Geseke) | 6,40      |
| 3     | Brigitte Krämer (LG Dortmund)                  | 6,13      |
| 4     | Christa Herzog (Hamburger SV)                  | 6,02      |
| 5     | Renate Wagner (LG Hoehr-Grenzhausen)           | 5,89      |
| 6     | Annegret Irrgang (TV Brechten)                 | 5,74      |

Datum: 17. August

### Kugelstoßen
| Platz | Athletin, Verein                                     | Weite (m) |
| ----- | ---------------------------------------------------- | --------- |
| 1     | Liesel Westermann (TuS 04 Leverkusen)                | 16,59     |
| 2     | Marlene Fuchs, geb. Klein (TSC Euskirchen)           | 16,08     |
| 3     | Gertrud Schäfer (FC Schalke 04)                      | 15,47     |
| 4     | Sigrun Kofink, geb. Grabert (SV 03 Tübingen)         | 15,10     |
| 5     | Brigitte Berendonk (USC Heidelberg)                  | 14,81     |
| 6     | Anne-Chatrine Rühlow, geb. Lafrenz (Preußen Münster) | 14,58     |

Datum: 16. August

### Diskuswurf
| Platz | Athletin, Verein                                     | Weite (m) |
| ----- | ---------------------------------------------------- | --------- |
| 1     | Liesel Westermann (TuS 04 Leverkusen)                | 60,84     |
| 2     | Brigitte Berendonk (USC Heidelberg)                  | 51,00     |
| 3     | Anne-Chatrine Rühlow, geb. Lafrenz (Preußen Münster) | 50,38     |
| 4     | Ulrike Wolters (MSV Duisburg)                        | 50,00     |
| 5     | Sigrun Kofink, geb. Grabert (SV 03 Tübingen)         | 49,18     |
| 6     | Ingrid Linden (TuS 04 Leverkusen)                    | 47,84     |

Datum: 17. August

### Speerwurf
| Platz | Athletin, Verein                                    | Weite (m) |
| ----- | --------------------------------------------------- | --------- |
| 1     | Ameli Koloska, geb. Isermeyer (USC Mainz)           | 56,14     |
| 2     | Almut Brömmel (TSV 1860 München)                    | 54,14     |
| 3     | Margot Ebel, geb. Kowalski (ASV Berlin)             | 52,66     |
| 4     | Gesine Jeppener, geb. Paulsen (TuS 04 Leverkusen)   | 52,40     |
| 5     | Anneliese Gerhards, geb. Jansen (TuS 04 Leverkusen) | 50,84     |
| 6     | Christa Peters, geb. Sander (TK Hannover)           | 48,80     |

Datum: 16. August

### Fünfkampf,1969er Wertung
| Platz | Athletin, Verein                             | P – offiz. Wert. | P – 81er Wert. |
| ----- | -------------------------------------------- | ---------------- | -------------- |
| 1     | Karen Mack (TSV 1860 München)                | 4665             | 3937           |
| 2     | Christel Voß (LG Alstertal-Garstedt)         | 4581             | 3831           |
| 3     | Inge Dahlem, geb. Geurtz (TuS 04 Leverkusen) | 4450             | 3725           |
| 4     | Christa Kamphausen (TuS 04 Leverkusen)       | 4374             | 3623           |
| 5     | Karin Schallau, geb. Kramer (SuS Schalke 96) | 4374             | 3624           |
| 6     | Birgit Martin (Düsseldorfer SC 99)           | 4318             | 3577           |

Datum: 2./3. August
fand in Hannover statt
Disziplinen des Fünfkampfs: Tag 1 – 100 m Hürden, Kugelstoß, Hochsprung / Tag 2 – Weitsprung, 200 m

### Fünfkampf, Mannschaftswertung
| Platz | Verein, Besetzung                                                       | Leistung (Pkte) |
| ----- | ----------------------------------------------------------------------- | --------------- |
| 1     | TuS 04 Leverkusen I (Inge Dahlem, Ursula Farthmann, Christa Kamphausen) | 13.269          |
| 2     | TSV 1860 München (Karen Mack, Elke Hindemit, Rita Herbig)               | 12.416          |
| 3     | SV St. Georg 1895 Hamburg (U. Voß, Renate Senczek, Helga Dabelstein)    | 12.403          |
| 4     | TuS 04 Leverkusen II (Uta Nolte, Gerda Altmann, Ursula Schruff)         | 11.694          |
| 5     | SC Tegeler Forst Berlin (Barbara Schubert, Gudrun Liedtke, V. Ulbrieg)  | 11.242          |

Datum: 2./3. August
fand in Hannover statt
nur 5 Mannschaften in der Wertung

### Waldlauf–1,4km
| Platz | Athletin, Verein                                 | Zeit (min) |
| ----- | ------------------------------------------------ | ---------- |
| 1     | Maria Strickling, geb. Inderfurth (OSC Waldniel) | 4:25,6     |
| 2     | Anita Rottmüller, geb. Wörner (Post-SG Mannheim) | 4:29,0     |
| 3     | Jutta von Haase (TSV Zehlendorf 88)              | 4:32,4     |
| 4     | Christel Frese (ASV Köln)                        | 4:38,2     |
| 5     | Christa Kofferschläger (LG Olympia Wuppertal)    | 4:39,2     |
| 6     | Marita Kloth (LBV Phönix Lübeck)                 | 4:42,0     |

Datum: 26. April
fand in Plattling statt

### Waldlauf, Mannschaftswertung
| Platz | Verein, Besetzung                                                                        | (Pkte)               |
| ----- | ---------------------------------------------------------------------------------------- | -------------------- |
| 1     | Post-SG Mannheim (Anita Rottmüller, geb. Wörner, Rosemarie Fuhrmann, Sigrid Rosenberger) | 24 (Plätze 02/8/14)  |
| 2     | ASV Köln (Christel Frese, Christa Merten, geb. Basche, Boos)                             | 44 (Plätze 04/7/33)  |
| 3     | LG Olympia Wuppertal (Christa Kofferschläger, Manuela Preuß, Gisela Jurek)               | 50 (Plätze 05/9/36)  |
| 4     | LBV Phönix Lübeck (Marita Kloth, Dagmar Schomann, Klatte)                                | 59 (Plätze 06/23/30) |
| 5     | SCC Berlin (Gerda Reinke, Sieglinde Bludau, Fernow)                                      | 60 (Plätze 13/21/26) |
| 6     | Preußen Münster (Margarete Buscher, Wolf, Lindfeld)                                      | 64 (Plätze 15/18/31) |

Datum: 26. April
fand in Plattling statt